# Секонго, Леопольд
Леопольд Секонго (25 сентября 1969) — голландский шашист, родом из Кот-д’Ивуара. Международный мастер. FMJD-Id: 10083. Чемпион Кот-д’Ивуара (1994). Дебют в чемпионатах Голландии состоялся в 2006 году: девятый из 14 участников. В 2007 году десятый из 14 участников. На открытом чемпионате Канн 2013 года занял 7 место.
Выступает за клуб CEMA — De Vaste Zet Geleen.
Высший рейтинг в карьере — 2233 достиг 01-07-07 (53 место в мире). Рейтинг на 01-01-13 — 93 в мире.

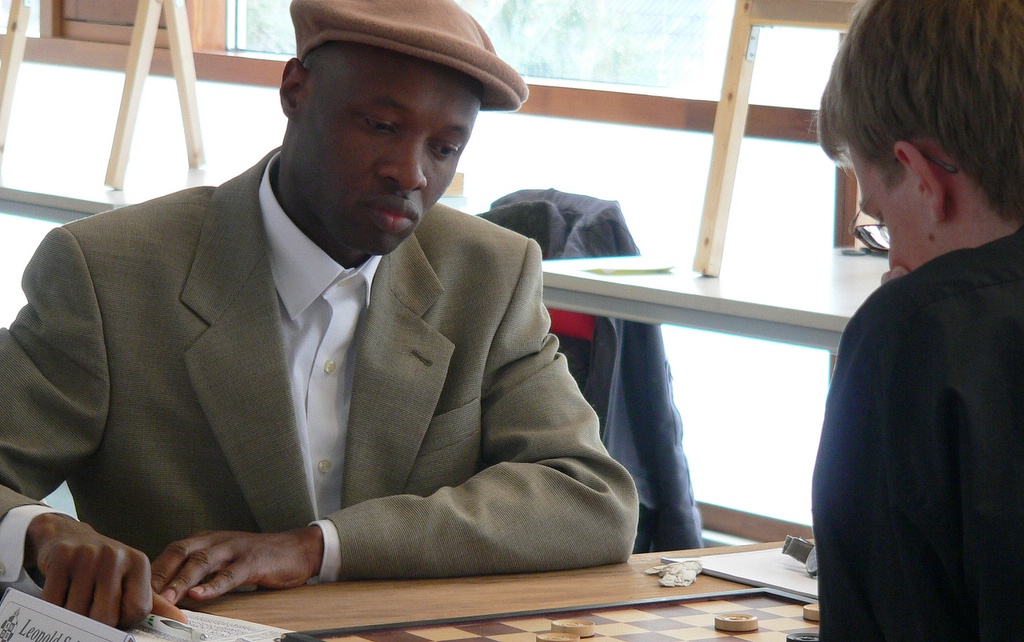
Leopold Sekongo играет с Johan Sterrenburg, Чемпионат Голландии, 2006